# Eupelmus parasthenes
Eupelmus parasthenes är en stekelart som beskrevs av Perkins 1910. Eupelmus parasthenes ingår i släktet Eupelmus och familjen hoppglanssteklar. Inga underarter finns listade i Catalogue of Life.